# JŽ-Baureihe 461
Die JŽ-Baureihe 461 ist eine schwere elektrische Lokomotive für Personen- und Güterzüge der ehemaligen Jugoslovenske Železnice (JŽ), deren Konstruktion auf der der CFR-Baureihe 060 EA beruht.

## Geschichte
Die insgesamt 103 Fahrzeuge der Reihe stammen vom rumänischen Produzenten Electroputere und basieren auf Plänen des schwedischen Herstellers ASEA. Sie sind für den Einsatz vor schweren Zügen und vor allem für den Einsatz auf Bahnstrecken mit starken Steigungen gedacht, die sich im Balkan z. B. in der Bahnstrecke Belgrad–Bar, einem jugoslawischen Neubauprojekt, finden. Die Lokomotiven wurden in zwei Bauserien geliefert. Die erste Serie umfasst unter der Bezeichnung JŽ 461-0 die 45 von 1971 bis 1973 dem Verkehr übergebenen Fahrzeuge, die zweite die 58 als JŽ 461-1 bezeichneten Fahrzeuge, die von 1978 bis 1980 gebaut wurden. Dabei war die erste Serie von 45 Lokomotiven speziell für die Erfordernisse der Strecke Belgrad-Bar gedacht, die von der ŽTP-Beograd als Träger aller Investitionen in den Neubau bestellt wurde. Es war das erste Mal, dass die Jugoslawischen Eisenbahnen für eine Neubaustrecke einen eigenen Lokomotivtyp in Auftrag gaben.
Nach der Auflösung Jugoslawiens zerfiel auch die Jugoslovenske Železnice in mehrere Nachfolgegesellschaften, von denen drei, nämlich die montenegrinische ŽCG, die serbische ŽS und die in Mazedonien tätige MŽ Lokomotiven der Baureihe 461 einsetzen. Sie kommen vor Personen- und Güterzügen zum Einsatz. Einige Lokomotiven wurden ins Ausland verkauft.
Längst nicht alle gebauten 461 sind heute noch im Betrieb. Aufgrund von Nachfrageeinbrüchen nach dem Zerfall Jugoslawiens wurden etliche Lokomotiven stillgelegt, meist als Ersatzteilspender verwendet oder verschrottet. Darüber hinaus sind etliche Fahrzeuge bei Bränden und Unfällen zerstört worden. Weiterhin bilden die Lokomotiven der Baureihe aber ein wichtiges Rückgrat des Schienenverkehrs in den betroffenen Ländern. Auf ihrem Haupteinsatzgebiet, der Bahnstrecke Belgrad–Bar, sind sie der nahezu einzige verwendete Lokomotiventyp.

## Galerie

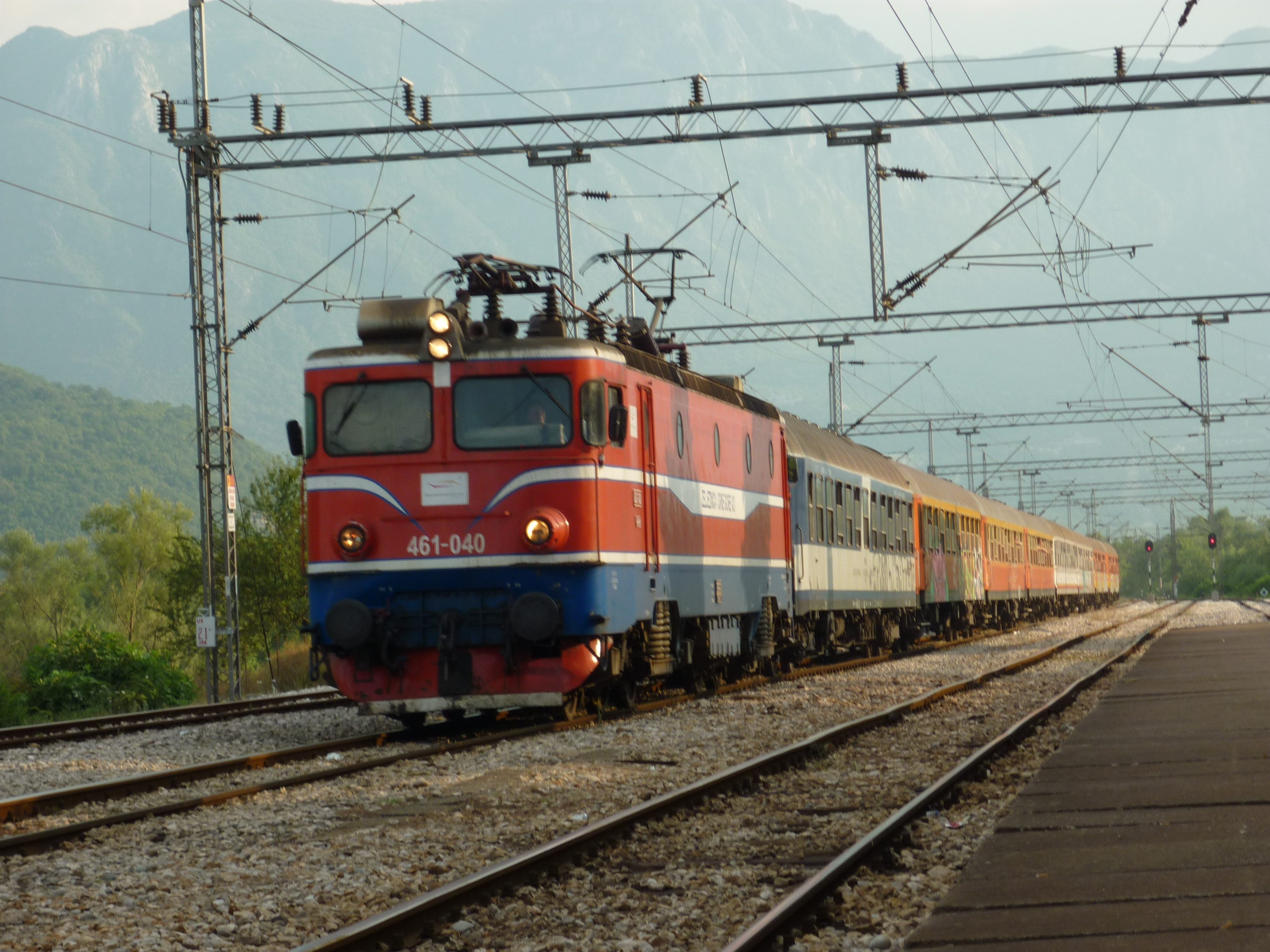
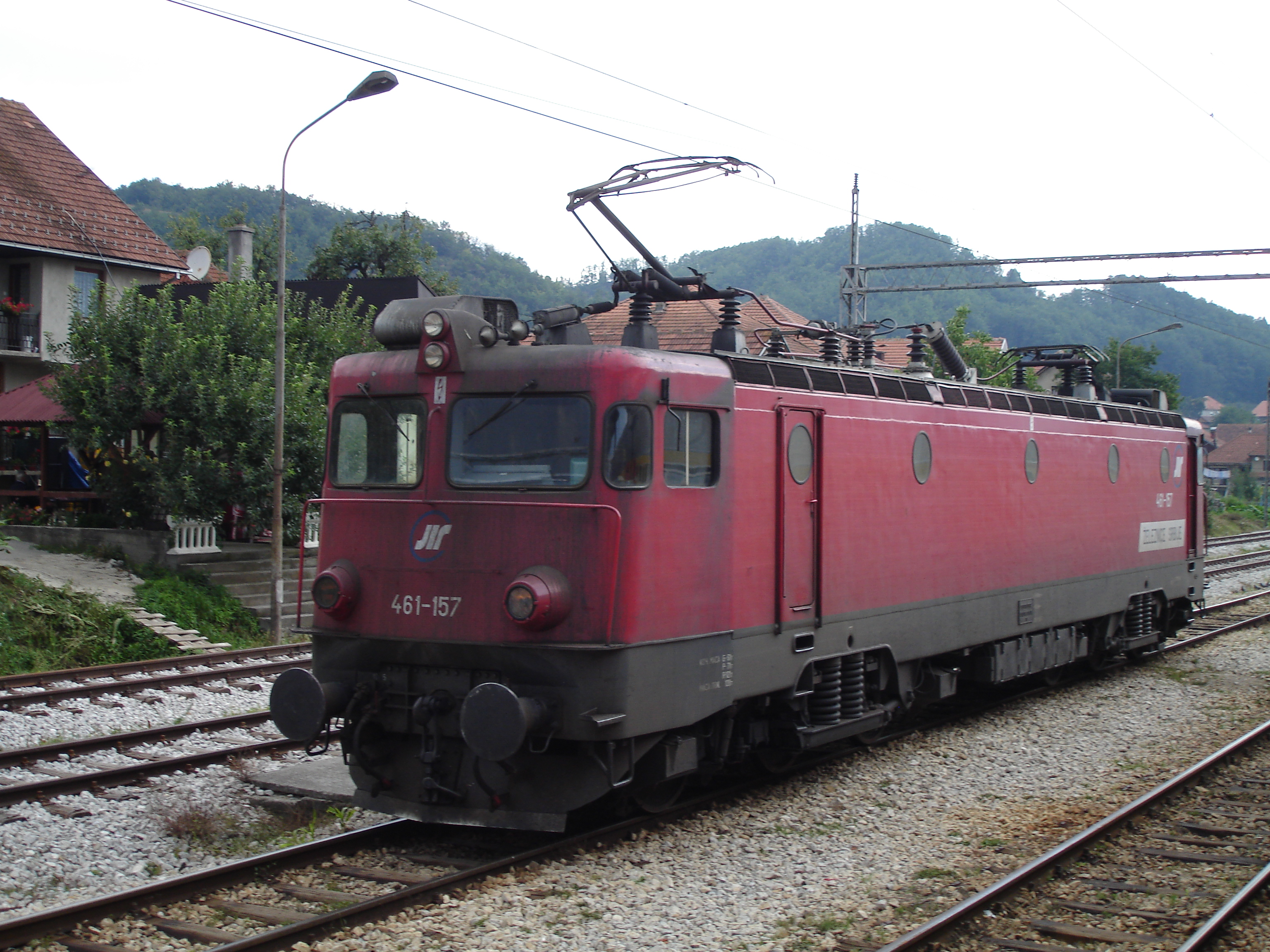
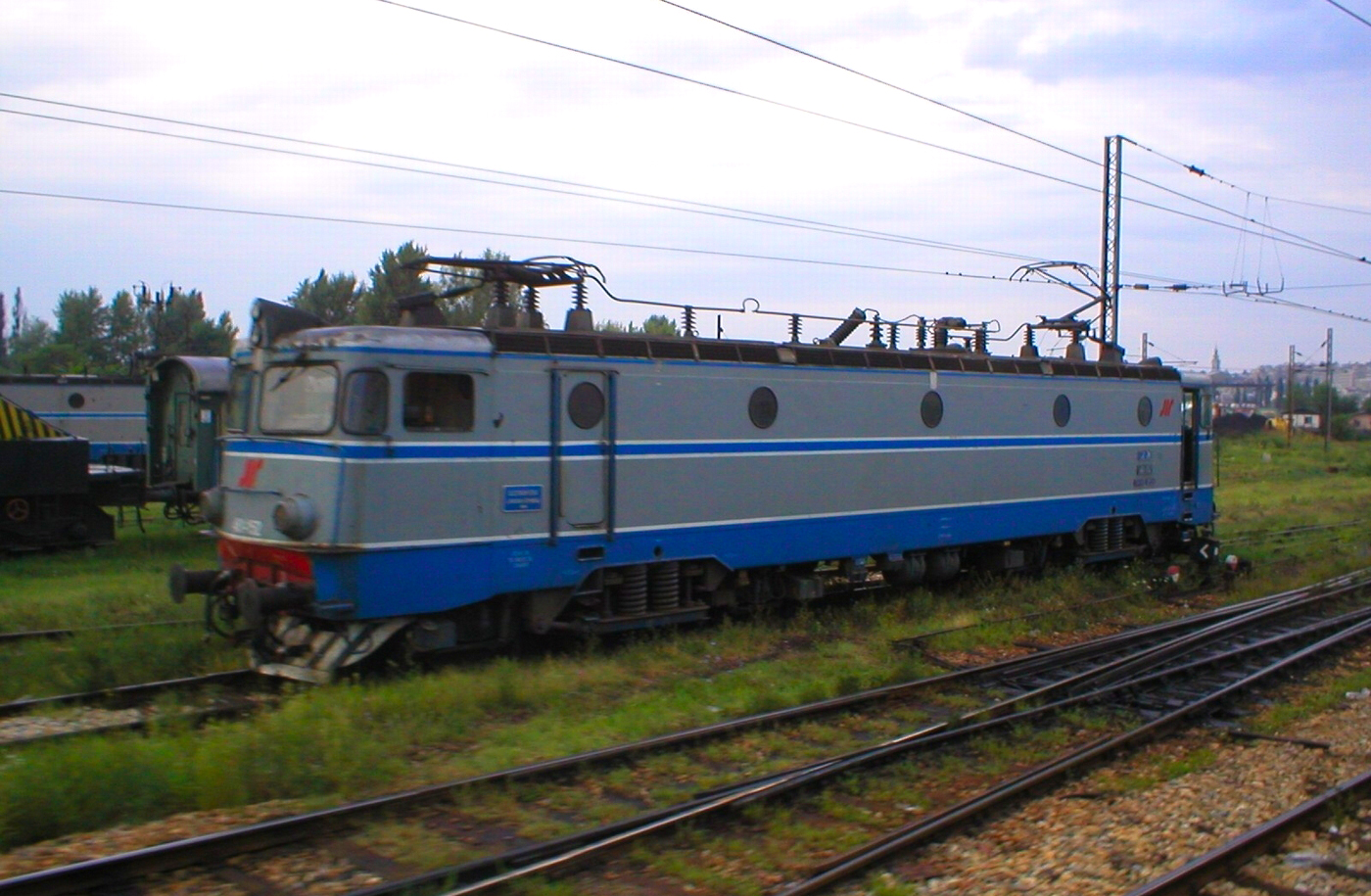